# Bulgaria Air
Bulgaria Air (en Búlgar: България Ер) és l'aerolínia nacional de Bulgària. La seva base i centre de distribució de tràfic és la capital, Sofia. L'Empresa és propietat de Himimport Inc. En 2008, l'aerolínia va transportar 118.543 passatgers.
Bulgària Air és segona en termes de quota de mercat darrere de Wizz Air. La flota de l'empresa és de 24 i vola a 27 destinacions en 19 països. Es va convertir des de llavors, 20 de novembre de 2008 Bulgària Air en un membre de IATA. Compta amb 1236 empleats.
Els seus socis principals són KLM, Air France, Brussels Airlines, Czech Airlines, LOT Polish Airlines, Malev Hungarian Airlines, Virgin Atlantic, Austrian Airlines, ITA Airways & Aeroflot.

## Flota

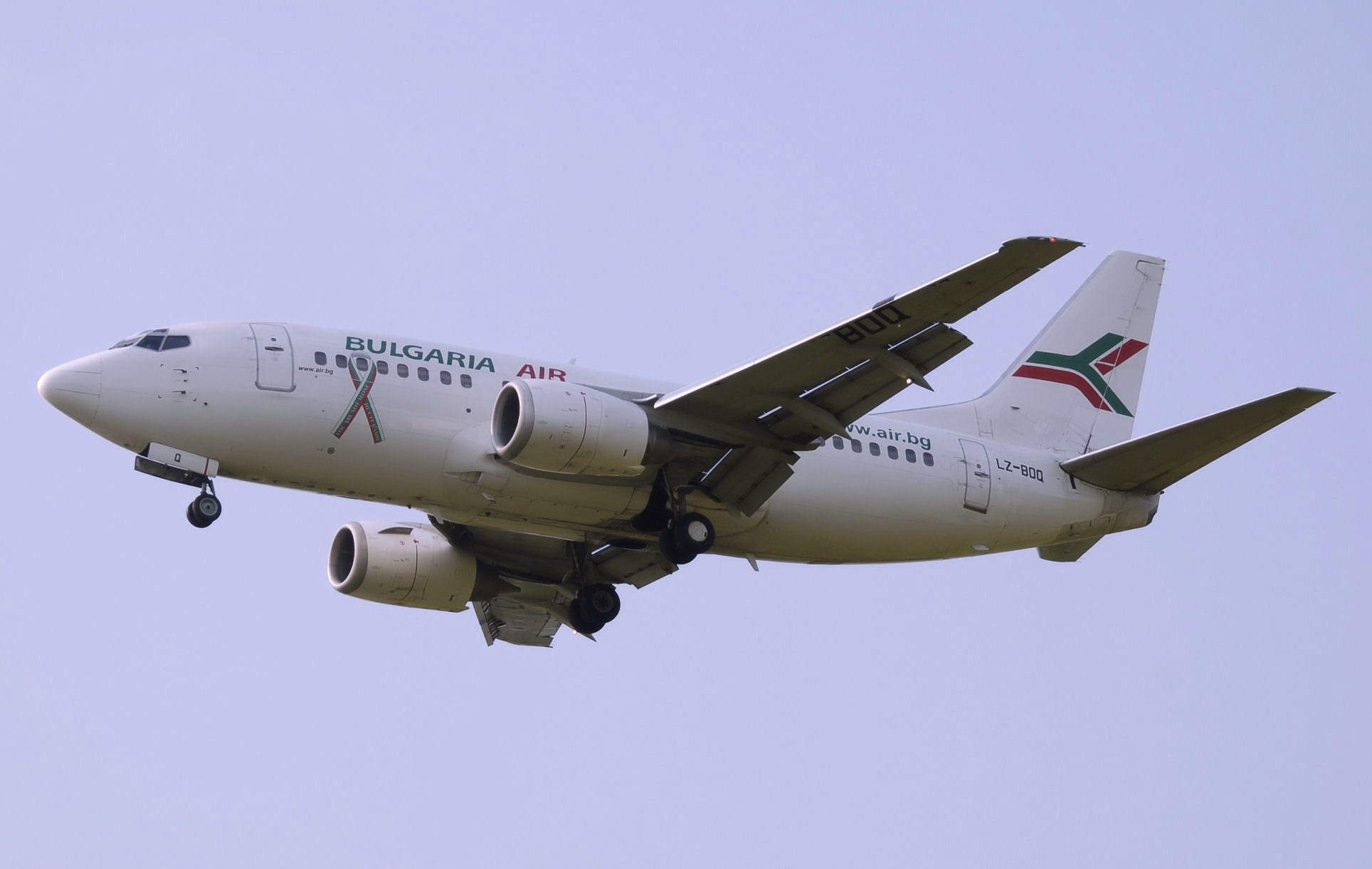
Bulgària Air Boeing 737-500.

La flota de Bulgària Air està formada pels següents aparells (a 2 de març de 2016):
- 2 BAE Avro RJ70
- 2 Airbus A319-100
- 3 Airbus A320-200
- 2 Boeing 737-300
- 4 Embraer 190